# Vương Cương (nhà Minh)
Vương Cương (chữ Hán: 王纲, ? - ?), tự Tính Thường, người Dư Diêu, Chiết Giang, quan viên nhà Minh. Ông là tổ 7 đời của triết gia Vương Dương Minh, được sử cũ xếp vào nhóm tấm gương trung nghĩa.

## Cuộc đời
Cương tài kiêm văn võ, thường nói rằng: "Lão phu thích núi rừng, ngày khác đắc chí, chớ đem việc đời trói buộc tôi." Cương kết giao với Lưu Cơ, đến năm Hồng Vũ thứ 4 thì được Cơ tiến cử, triệu vào kinh sư. Bấy giờ Cương đã ở tuổi thất tuần, môi tóc, dung mạo như còn tráng niên, khiến Minh Thái Tổ lấy làm lạ, hỏi han phương châm trị lý, rồi cất nhắc làm Binh bộ lang.
Dân Triều Châu nổi loạn, triều đình cho Cương trừ chức Quảng Đông tham nghị, đốc binh hướng. Cương than rằng: "Mạng tôi hết ở đây rồi." Rồi gởi thư quyết biệt người nhà, dắt con trai Vương Ngạn Đạt cùng đi. Cương một mình bơi thuyền đi khuyên dụ, dân Triều Châu dập đầu nhận tội. Hai cha con về ngang Tăng Thành, bị bọn cướp biển của Tào Chân chặn thuyền, mời làm đầu lĩnh. Cương trình bày họa phúc, bọn cướp không nghe; ông bèn mắng nhiếc. Bọn cướp bắt cha con Cương đem đi, mời ông ngồi trên đàn, hằng ngày vái chào, nhưng Cương mắng không dứt lời, cuối cùng bị hại.

## Hậu sự
Khi ấy Vương Ngạn Đạt mới 16 tuổi, cũng mắng bọn cướp để tìm chết. Bọn cướp muốn giết Ngạn Đạt, có kẻ đầu lĩnh nói: "Cha trung con hiếu, giết thì chẳng may." Vì thế bọn cướp cho Ngạn Đạt ăn uống, thả cho anh ta đi, còn đem da dê cho Ngạn Đạt, để anh ta khâu da mà bọc xác cha đem về. Ngự sử Quách Thuần đem việc tâu lên, triều đình cho lập miếu thờ Cương ở nơi ông bị hại. Lẽ ra Ngạn Đạt nhờ ấm được làm quan, nhưng anh ta xót cha, trọn đời không nhận chức.
Năm Gia Tĩnh thứ 7 (1528), cháu 7 đời của Cương là triết gia Vương Dương Minh lập Trung Hiếu từ thờ cha con Vương Cương – Vương Ngạn Đạt ở ngoài thành Tăng Thành. Năm Gia Tĩnh thứ 32 (1554), ngôi từ này được Trạm Nhược Thủy trùng tu.